# 小豆长喙天蛾

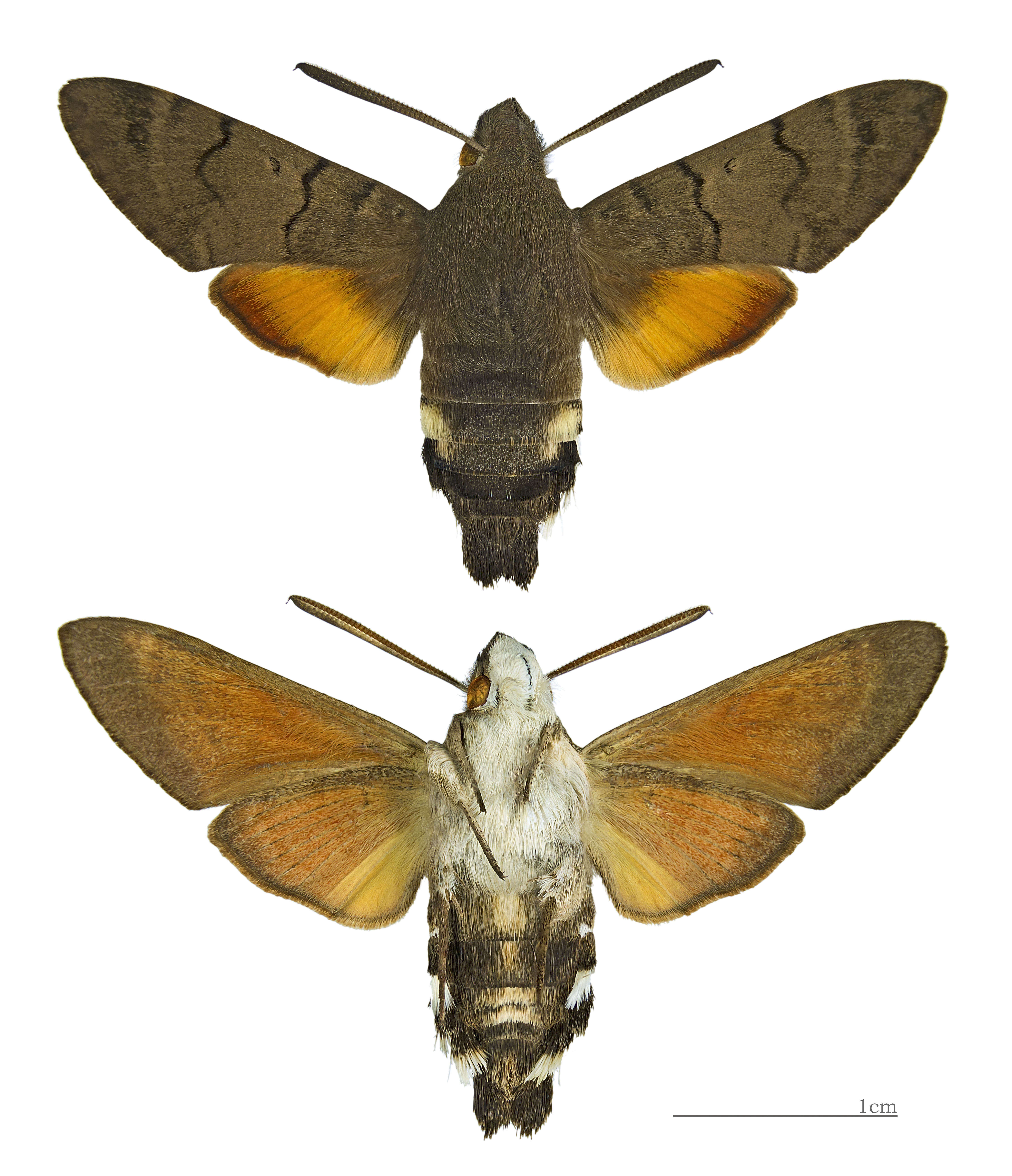
Two views of same specimen

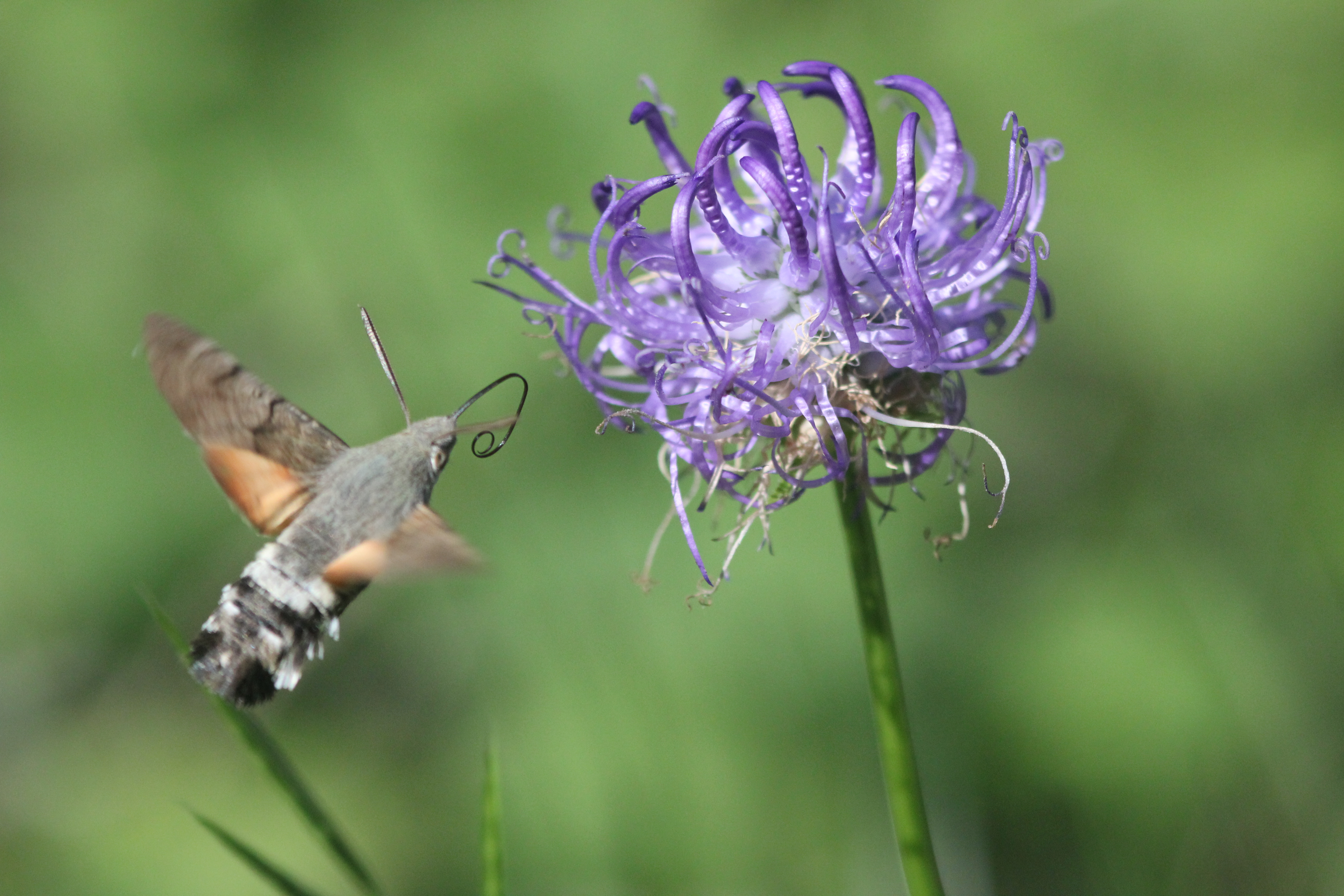
Macroglossum stellatarum

後黃長喙天蛾（学名：Macroglossum stellatarum）是天蛾科的一个物种。独特而强壮的小天蛾有灰褐色前翅，其上饰有黑色纹线，两性相似。它的长喙和悬停行为，伴随着听得到的嗡嗡声，使它在吸食花蜜时非常像蜂鸟。这种与蜂鸟的相似性是趋同演化的一个例子。幼虫绿色或褐色，尾上有蓝色角；以拉拉藤屬、茜草屬为食。分布：原生于南欧和北非，并跨越亚洲至日本。它们在白天飞行，尤其是在明亮的日光下，不过也在黄昏、清晨甚至雨中行动，这在日行性的天蛾中不常见。它们的视觉能力被深入研究，目前已经证明它们具有相当强的色彩学习能力。